# Malèna
Pour les articles homonymes, voir Malena (homonymie).
Pour plus de détails, voir Fiche technique et Distribution.
Malèna est un film italo-américain réalisé par Giuseppe Tornatore, sorti en 2000, avec Monica Bellucci et Giuseppe Sulfaro (it).
Le film se déroule au printemps 1940. Mussolini a déclaré la guerre à la France et au Royaume-Uni. En Sicile, la ville (fictive) de Castelcutò est en liesse. Renato Amoroso, un garçon de treize ans, est heureux pour d'autres raisons. Il vient de recevoir sa première bicyclette et de tomber sous le charme de Malèna, une ravissante veuve de guerre qui fait tourner la tête à tous les hommes du village, ce qui lui vaut en retour la haine des épouses jalouses. Renato, littéralement envoûté, la suit partout avec son vélo. Mais Malèna est victime de l'ostracisme et des convoitises des habitants de Castelcutò. Le jeune garçon va trouver le moyen de l'aider, et grâce à elle, il apprendra les leçons de la vie.

## Synopsis
L'histoire se passe à Castelcutò, une localité fictive sicilienne, pendant la Seconde Guerre mondiale. À l'instar de ses camarades de classe, Renato Amoroso, âgé de treize ans et vivant chez ses parents avec sa sœur aînée, est subjugué par la beauté éblouissante de Maddalena Scordia, surnommée Malèna, la femme la plus belle et la plus convoitée du pays. Elle habite seule depuis peu, son mari étant parti pour le front : chaque jour le jeune garçon se rend à bicyclette auprès de chez elle pour pouvoir la guetter et l'admirer secrètement. Mais dans la dure réalité sicilienne, la beauté de Malèna représente pour elle une malédiction et un fardeau puisque, devenue le fantasme sexuel de chaque homme du pays, elle s'attire en retour la haine de chaque épouse, qui voit le désir que leur mari éprouve pour cette femme.
L'amour que Renato ressent pour Malèna est tout au contraire profond et sincère et elle devient pour lui une obsession, alors que son jeune âge l'empêche de déclarer sa flamme. Il commence alors à l'épier continuellement, à la suivre, et en vient même à lui voler un jour une pièce de sous-vêtement qu'elle avait étendue dans le jardin. Malèna ne se préoccupe pas des vilaines rumeurs qui circulent sur elle et continue sa difficile vie. Pire, à cause de tous ces racontars infondés sur son compte, son père la chasse de la maison et lui tourne le dos, au nom de l'honneur de la famille.
Arrive un jour une terrible nouvelle : l'annonce que son mari est mort à la guerre. Voilà Malèna maintenant veuve et sans père : pour une femme belle comme elle, n'avoir personne pour la protéger équivaut à se retrouver sans défense, aussi bien contre la haine des femmes jalouses que devant la convoitise sexuelle de leurs maris. Des rumeurs ignobles courent et se multiplient : la rumeur bruisse que cette femme, maintenant qu'elle est devenue veuve et sans ressources, a monnayé ses faveurs à une foule d'hommes de la ville. Malèna tente vainement de se défendre contre ces attaques calomnieuses mais, sous l'accusation fallacieuse d'adultère, elle est traînée devant le tribunal par une dame âgée, femme d'un dentiste célèbre (auquel a même été accordé l'honneur d'arracher une dent au duce) qui obtient gain de cause. Le supplice de Malèna se poursuit avec son viol commis par son propre avocat. Ce dernier désirait ardemment l'épouser, mais sa mère s'était farouchement opposé à ce mariage, ne voulant pas voir son fils auprès d'une traînée (« donnaccia » en italien).
Seule à présent, sans argent ni ami (pour manger, elle doit payer un paysan en lui donnant ses cheveux), elle endure tout dans la souffrance jusqu'au moment où elle se rend compte que son unique salut dans cette période de guerre ne peut venir que de sa beauté : elle change d'aspect et de comportement et, bien à contrecœur, elle décide de survivre en vendant son corps aux hommes les plus en vue de la région. Renato, bouleversé, voudrait la défendre contre tous mais il en est incapable et continue seulement à chercher à se faire voir et à penser à elle pendant ses nuits d'insomnie, se masturbant sans arrêt pendant qu'il imagine Malèna, suivant les cas, comme la Jane de Tarzan, comme Cléopâtre, comme la chérie du gangster ou la jolie pin-up des calendriers érotiques.
Entre-temps les événements de la guerre se précipitent et les Allemands envahissent Castelcutò : pendant quelques mois Malèna se prostitue à tous les soldats allemands en même temps qu'une autre femme fatale du pays, qui auparavant avait été la maîtresse du baron. Mais, lorsqu'en 1943 les Allemands sont chassés et débarquent à leur tour les Américains, son destin change : les femmes du pays, toujours jalouses et remplies de haine contre Malèna, utilisent le prétexte de la collaboration pour la lyncher publiquement en lui coupant les cheveux et en la laissant pour morte. Dans son état lamentable, elle regarde tous les hommes de la ville et se met à hurler comme pour leur reprocher de ne l'avoir pas défendue après leur convoitise envers elle.
Humiliée et meurtrie, Malèna quitte la ville et se réfugie à Messine. À la surprise de tous, son mari que tout le monde croyait mort revient à Castelcutò. Il a perdu un bras et contracté aux Indes une maladie qui a failli l'emporter. Ne trouvant pas Malèna au domicile conjugal, il la cherche désespérément en ville, se voit repoussé et mis à l'écart par les mêmes hypocrites qui, quand il était absent, n'avaient cessé de courir après de sa femme. Renato, mûri et peiné en voyant la solitude dans laquelle vit cet homme, lui raconte tout dans une courte lettre qu'il signe de son seul prénom, et dans laquelle il conclut qu'il l'a vue partir pour Messine.
Le film se conclut un an plus tard : Renato, qui a grandi, est maintenant fiancé avec une fille du même âge que lui. Il voit Malèna et son mari traverser la place principale de la ville. Renato sourit légèrement, parce que dans le retour de Malèna, il voit la revanche de l'amour, qui triomphe de la guerre et d'un passé qui l'avait souillée. Son mari l'aime authentiquement et c'est sans la moindre gêne qu'il se promène avec elle, ayant bien conscience que la vie a été difficile à la fois pour lui et pour sa femme, jetée dans la solitude en pleine guerre. Malèna enfin va au marché et, après un instant d'hésitation, toutes ces femmes qui l'avaient jadis haïe et l'avaient regardée avec mépris et envie, s'empressent désormais de la saluer, ce qui annonce des rapports sans acrimonie. Renato la regarde rentrer chez elle avec ses courses du marché : « Encore aujourd'hui, conclut le jeune alors devenu vieux, elle est la seule que je n'ai jamais oubliée ».

## Fiche technique
- Titre : Malèna
- Réalisation : Giuseppe Tornatore
- Scénario : Giuseppe Tornatore et Luciano Vincenzoni
- Photographie : Lajos Koltai
- Montage : Massimo Quaglia
- Musique originale : Ennio Morricone
- Décors : Francesco Frigeri
- Costumes : Maurizio Millenotti
- Producteurs : Carlo Bernasconi et Harvey Weinstein
  - Producteurs délégués : Mario Cotone, Fabrizio Lombardo, Teresa Moneo, Rick Schwartz, Mario Spedaletti et Bob Weinstein
- Sociétés de production : Medusa Film, Miramax Films, Pacific Pictures
- Société de distribution : Miramax Films
- Pays :  Italie,  États-Unis
- Langues : italien, sicilien, anglais, latin
- Format : couleur
- Genre : comédie dramatique
- Durée : 109 min (États-Unis : 92 min)
- Dates de sortie :
  - Italie : 27 octobre 2000
  - Turquie : 4 mai 2001
  - États-Unis : 25 décembre 2000
  - Belgique : 13 juin 2001
  - France : 27 juin 2001
  - Allemagne: 1er mars 2001

## Distribution
- Monica Bellucci : Malèna Scordia
- Giuseppe Sulfaro (it) : Renato Amoroso
- Luciano Federico (it) : le père de Renato
- Matilde Piana (it) : la mère de Renato
- Pietro Notarianni : professeur Bonsignore
- Gaetano Aronica (it) : Nino Scordia
- Gilberto Idonea : l'avocat Centorbi
- Angelo Pellegrino (it)

## Lieux de tournage
Sauf indication contraire, les informations mentionnées dans cette section peuvent être confirmées par la base de données cinématographiques IMDb,  présente dans la section « Liens externes ».
Le film a été tourné à El Jadida (Maroc), et, en Sicile (Italie), à Syracuse, Noto, Agrigente, Messine, Trapani et Catania.

## Différentes versions
Il existe au moins deux versions du film : le montage, que l'on peut considérer comme le director's cut, sorti en Europe et d'une durée de 109 minutes, et le montage américain, sorti aux États-Unis, d'une durée de 92 minutes. Dans la version américaine, la société de production Miramax a principalement coupé quatre scènes complètes des rêves érotiques de Renato et un rêve qui a été raccourci. Malgré cette censure d'un total de 16 minutes, le film est classé R par la MPA pour son contenu à caractère sexuel/nudité, le langage et la violence. En France, le film est classé tout public.

## Accueil
En France, le film a attiré 106 826 spectateurs en salles. Il est noté 6,4/10 par Sens Critique et 3,2/5 par les spectateurs Allociné.
Le film remporte le Grand Prix des Journées Romantiques de Cabourg (2001). Il est nommé aux Oscars (meilleure musique de film, meilleure photographie), aux Golden Globe (meilleure musique, meilleur film en langue étrangère) et dans de nombreux festivals.